# (916) América
(916) América es un asteroide perteneciente al cinturón de asteroides descubierto el 7 de agosto de 1915 por Grigori Nikoláievich Neúimin desde el observatorio de Simeiz en Crimea.
Está nombrado por el continente de América.